# Labská filharmonie
Labská filharmonie (německy Elbphilharmonie, zkráceně Elphi) je 110 metrů vysoká víceúčelová reprezentační budova v Hamburku ve čtvrti HafenCity. V 10. až 17. patře obsahuje dva koncertní sály: Velký (2100 míst k sezení), Malý (550 míst) a ve 2. patře je Kaistudio (170 míst). Větší část budovy slouží jako luxusní pětihvězdičkový hotel – The Westin Hamburg – s restaurací; v západní části budovy jsou i obytné jednotky. Ochoz v 8. patře zvaný Plaza je v době mimo koncerty přístupný veřejnosti se vstupenkou zdarma, stejně jako foyer s kavárnou a prodejna suvenýrů. Prostory v přízemí a v 1. patře slouží především jako garáže.
Výraznou architekturu v podobě prosklené nástavby na stávající památkově chráněné cihlové budově přístavního skladiště navrhla basilejská kancelář Herzog & de Meuron. Stavbu započala v dubnu 2007 firma Hochtief a plánovalo se otevření v roce 2010. Během stavby došlo k mnohonásobnému navýšení plánovaných nákladů a řadě odkladů dokončení. Budova byla slavnostně otevřena 11. ledna 2017 za účasti německého prezidenta Joachima Gaucka a kancléřky Angely Merkelové.